# Водопійне (Чорноморський район)
Водопі́йне (до 1945 року — Керлевю́т; крим. Kerlevüt) — село Євпаторійського району Автономної Республіки Крим. Розташоване на півночі району.
З 2014 року незаконно анексоване Російською Федерацією.
В селі знаходиться мечеть Керлевут Джамісі.

## Географія

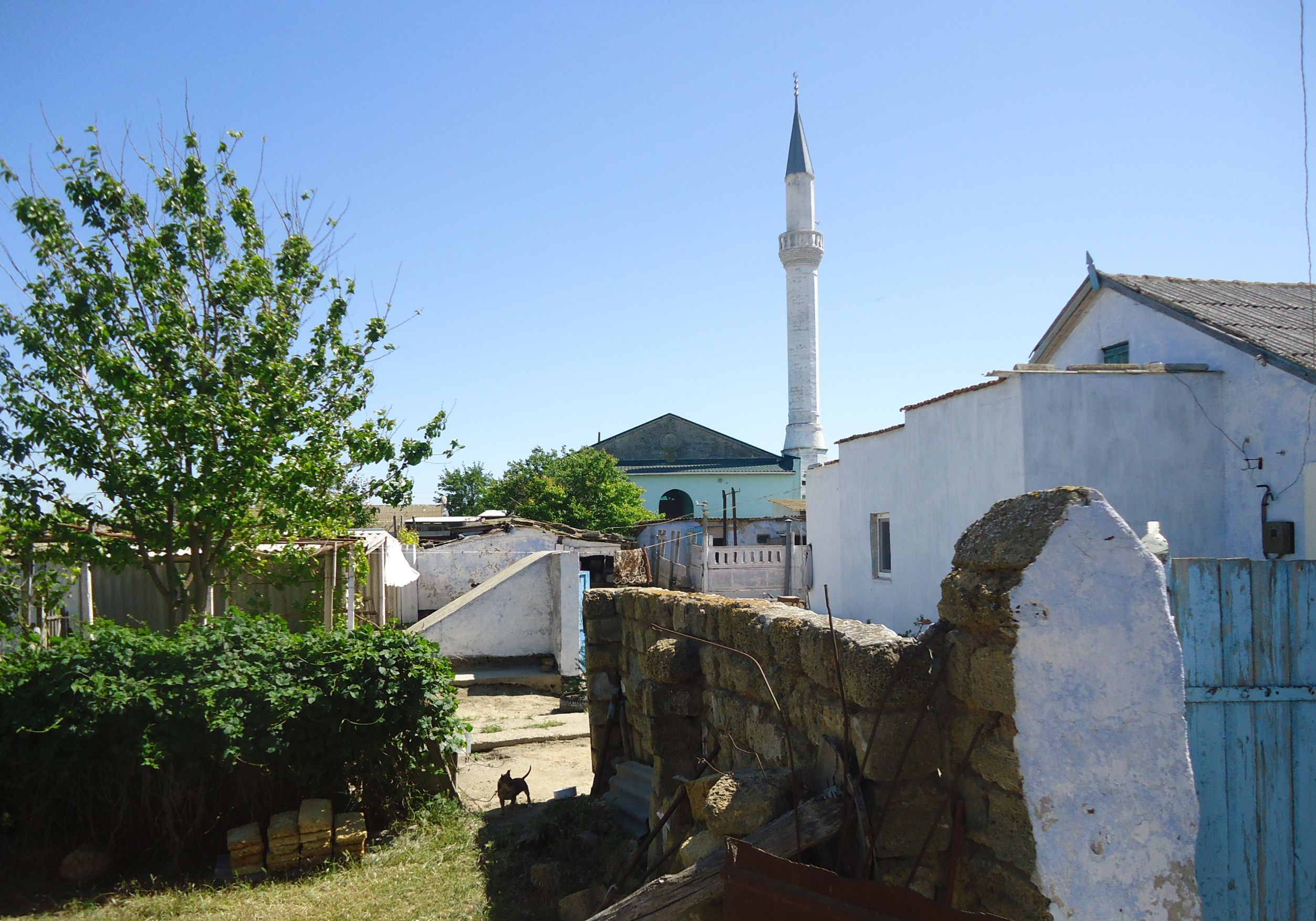
Керлевут Джамісі

Водопійне — село на північному сході району, на березі озера Джарилгач, висота над рівнем моря — 11 м. Найближчі населені пункти — Новоульяновка за півкілометра південніше, на іншому березі озера і Міжводне за 6 км на захід. Відстань до райцентру близько 15 км, найближча залізнична станція — Євпаторія — близько 70 км.

## Населення
Згідно з переписом УРСР 1989 року чисельність наявного населення села становила 651 особа, з яких 302 чоловіки та 349 жінок.
За переписом населення України 2001 року в селі мешкали 564 особи.

### Мова
Розподіл населення за рідною мовою за даними перепису 2001 року:
| Мова              | Відсоток |
| ----------------- | -------- |
| кримськотатарська | 47,28 %  |
| російська         | 38,66 %  |
| українська        | 13,01 %  |
| білоруська        | 0,35 %   |
| угорська          | 0,18 %   |
| інші              | 0,52 %   |